# آمیت بیلین
آمیت بیلین (به عبری: עמית ביילין؛ زاده ۲۰ اوت ۲۰۰۰) بازیکن فوتبال اسرائیلی است که در پست دروازه‌بان برای تیم کالج آمریکایی قدیسان پرچمدار و تیم ملی زنان اسرائیل بازی می‌کند.